# Costis Davaras
Costis Davaras (griechisch Κωστής Δαβάρας, eigentlich: Kostis Davaras, * 19. März 1933; † 11. August 2021) war ein griechischer Archäologe und Hochschullehrer. Er hat zahlreiche Schriften zur minoischen Kultur veröffentlicht.

## Leben
Davaras erwarb seinen Doktortitel an der Universität von Paris.
Das Tholosgrab von Apodoulou wurde 1961/1962 von ihm ausgegraben.

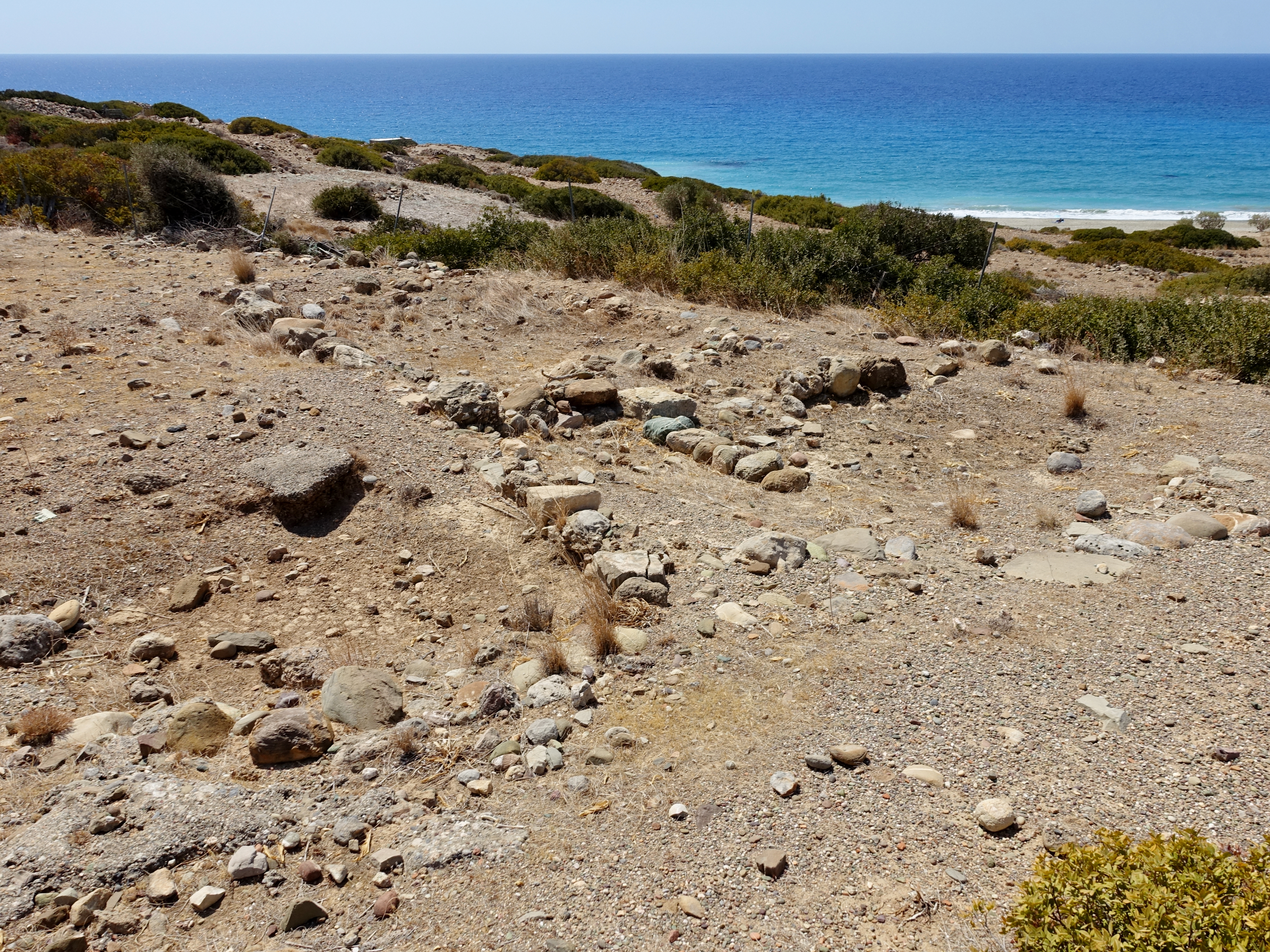
Strukturen auf dem Hügel Vigla

Anfang der 1970er Jahre entdeckte er bei einer Bodenbegehung und Kartierung des Gebietes um Makrygialos (Diaskari) etwa 300 Meter östlich des Strandes Diaskari die Überreste einer ausgedehnten Siedlung, die er zunächst der spätminoischen Phase SM III zuordnete. 1972/1973 führte er Ausgrabungen in Vrysinas durch. und 1978 war er an Ausgrabungen in Traostalos beteiligt. Er wirkte als Professor für Archäologie an der Universität Athen.

## Veröffentlichungen (Auswahl)
- Art minoen au musée d’Hérakléion.
- Building AC (the „Shrine“) and other buildings in area A.
- Cremations in Minoan and Sub-Minoan Crete.
- Cretan studies.
- Die Statue aus Astritsi ein Beitrag zur dädalischen Kunst auf Kreta und zu den Anfängen der griechischen Plastik.
- Elouthia charistēion.
- Excavation and portable objects.
- Excavation of Block AF.
- Führer zu den Altertümern Kretas. (Guide to Cretan antiquities)
- Der Palast von Knossos. 1985
- The Hagia Photia Cemetery II: The Pottery.
- Hagios Nikolaos Museum, 1982.
- Wolfgang Schürmann (Übersetzer): Phaistos – Hagia Triada – Gortyn. Kurzer archäologischer Führer. Verlagshaus Hannibal, Athen 1990.